# Taxiárches (Attique)
Taxiárches (grec moderne : Ταξιάρχες) est une localité située dans le dème d'Oropós, dans le district régional d'Attique-de-l'Est, dans la périphérie d'Attique, en Grèce.
Selon le recensement de 2021, elle compte 37 habitants.

## Tendance démographique
| année | 2001 | 2011 | 2021 |
| année | 101  | 116  | 37   |